# 楊·布勒哲爾二世
楊·布勒哲爾二世（Jan Brueghel the Younger）是一位佛蘭德斯巴洛克畫家。他是老揚·勃魯蓋爾的兒子，老彼得·布勒哲爾的孫子，兩位都是傑出的畫家，分別對哈布斯堡王朝尼德蘭文藝復興和巴洛克繪畫的發展做出了貢獻。他很小的時候就接管了父親的工作室，主要以與父親相似的風格創作相同的主題。之後他逐漸擺脫了父親的風格，發展出一種更廣闊、更具繪畫性、更不拘泥於結構的繪畫方式。他定期與當時佛蘭德斯的幾位頂尖畫家合作。

## 生平
1601年9月13日，楊·布勒哲爾二世出生於安特衛普，父親是揚·布勒哲爾，是魯本斯親密夥伴，母親是伊莎貝拉·德·約德。他的母親是製圖師、雕刻家兼出版商傑拉德·德·約德的女兒。他曾在父親的工作室接受訓練，很可能協助父親完成了一些大型委託創作。
他於1622年左右前往米蘭，受到樞機主教費德里科·博羅梅奧的歡迎。樞機主教是父親揚·布勒哲爾的贊助人和朋友，他們大約30年前在羅馬相識。很可能是為了反抗父親，他去了熱那亞和表兄弟、安特衛普畫家和藝術品經銷商盧卡斯·德·瓦埃爾和科內利斯·德·瓦埃爾住在一起。他們的母親是母親伊莎貝拉·德·約德的妹妹。當時，他的朋友兼安特衛普藝術家安東尼·凡·戴克也在熱那亞活躍。後來他於1623年在馬耳他的瓦萊塔工作。從1624 年到1625年，他住在西西里島巴勒莫，當時凡戴克也在那裡工作

## 風格

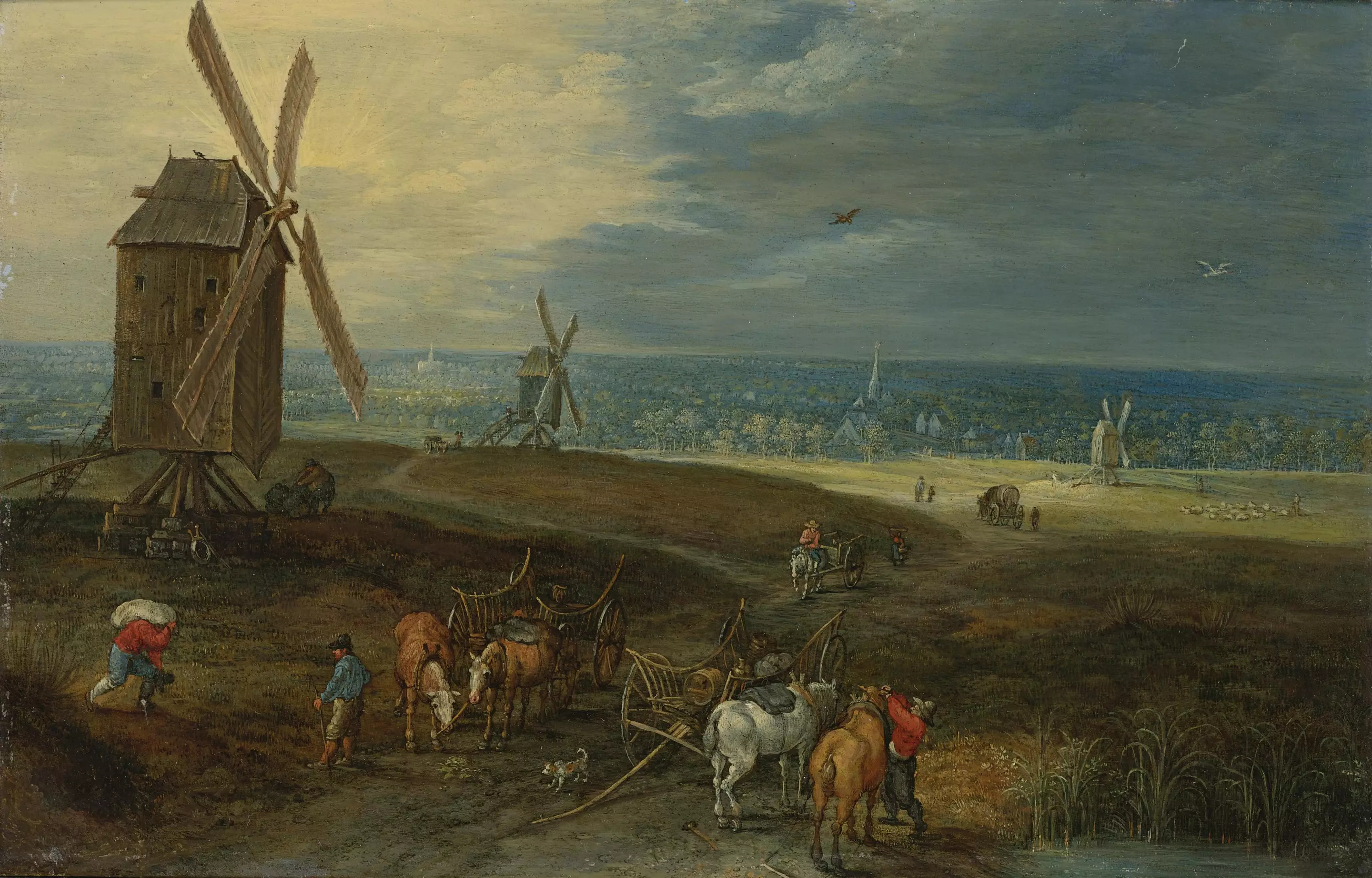
《風車前的旅人》（Extensive Landscape with Travellers Before a Windmill）目前收藏在奇美博物館

楊·布勒哲爾二世從小就接手了父親的工作室，畫的題材與父親相同，風格也與父親相似。大約有340幅畫作被認為是他的作品。他的作品包括歷史畫、寓言和神話場景、風景和海景、狩獵作品、鄉村場景、戰鬥場景以及地獄之火和冥界場景。與他的父親不同，他沒有畫很多花卉靜物畫。像他的父親和叔叔一樣，他也會重新詮釋祖父老彼得·布勒哲爾的風俗畫和風景畫。一個例子是《農民之間的戰鬥》，這幅畫可以追溯到老彼得·布勒哲爾的一幅現已丟失的畫作，這幅畫很可能在他父親的收藏中，並且還有一幅版畫。在老彼得·布勒哲爾的版畫中，觀者如同「站在高台上的觀眾」般注視著場景；而在楊·布勒哲爾二世的版本中，由於視角較低，觀者參與感更強。揚·德·揚格（Jan de Younger）進一步開創了「風景中的動物」這一新的繪畫類別。父親過世後，他將簽名從「Brueghel」改為「Breughel」。
雖然他的作品品質並未超越父親，但就其早期作品的高超技藝而言，幾乎與父親的作品難以區分。他逐漸擺脫了父親的風格，發展出一種更開闊、更具繪畫性、更自由的繪畫方式。